# Zaunsöd
Zaunsöd war ein Gemeindeteil der Gemeinde Tann im niederbayerischen Landkreis Rottal-Inn.
Die Einöde liegt gut einen Kilometer westlich des Zentrums von Tann abseits nördlich der Gemeindestraße von Tann nach Zeilarn auf einer Höhe von 483 m ü. NHN auf der Gemarkung Tann.
Der Gemeindeteilname Zaunsöd wurde durch das Landratsamt Rottal-Inn mit Bescheid vom 2. April 2009 aufgehoben. Seither wird der Ort dem Tanner Gemeindeteil Denharten zugerechnet.